# Congresso di Berlino

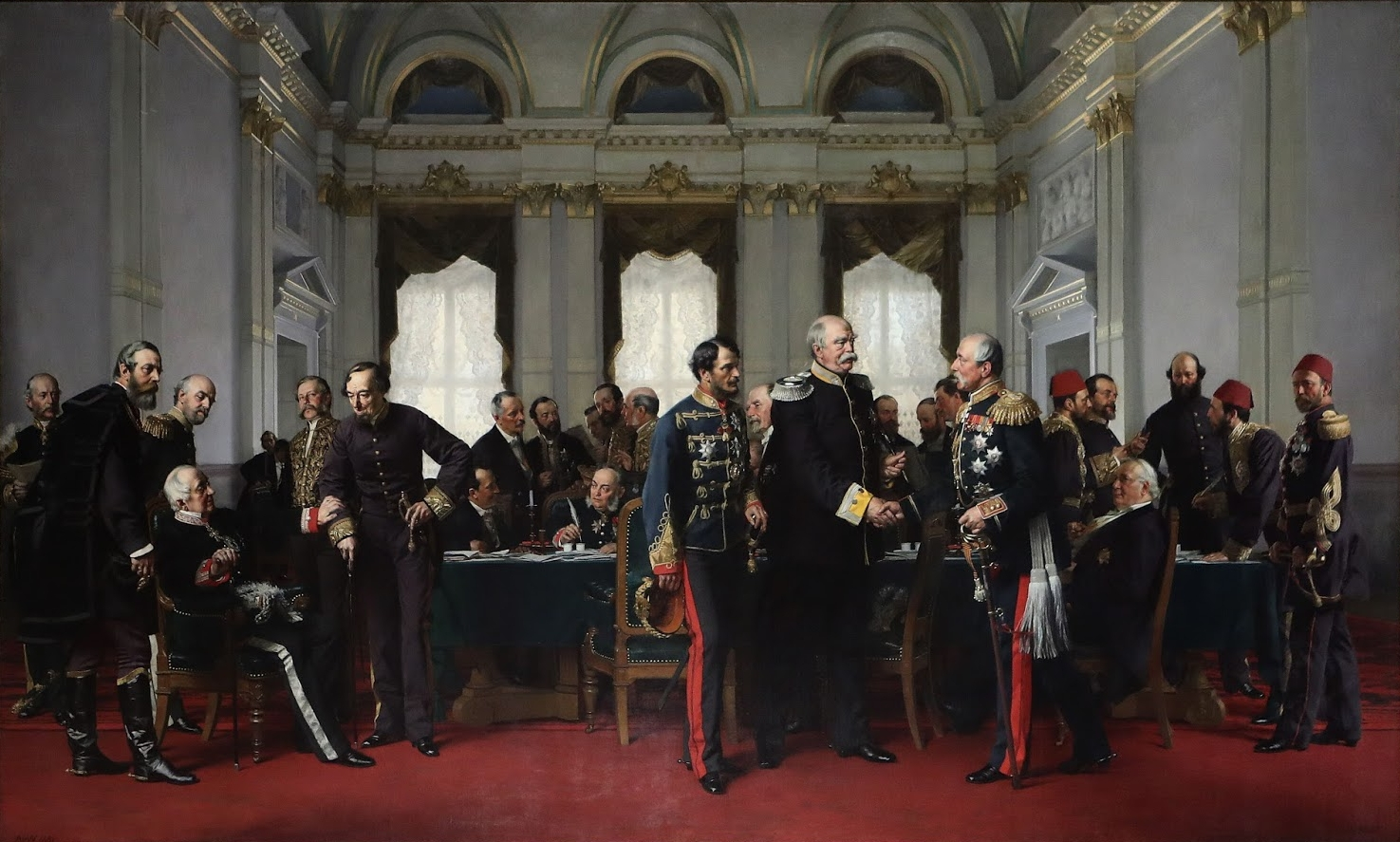
Il momento della firma al Congresso di Berlino. In primo piano, verso destra: Bismarck (Germania) fra Andrássy (Austria) e Šuvalov (Russia) a cui stringe la mano. Da sinistra: in fondo Haymerle e, in primo piano con gli stivali, Alajos Károlyi (austriaci), seduto in poltrona Gorčakov (Russia) con la mano sinistra sul braccio di Disraeli (Gran Bretagna). A destra: al di qua del tavolo, seduto, Bernhard Ernst von Bülow (Germania); al di là del tavolo, fra i delegati turchi, di prospetto, Salisbury (Gran Bretagna); alla sua sinistra, appoggiato al tavolo, Alèxandros Carathéodòris (Turchia).

Il Congresso di Berlino si svolse dal 13 giugno al 13 luglio 1878 nella capitale tedesca. Fu promosso dall'Austria e accettato dalle altre potenze europee per rettificare il trattato di Pace di Santo Stefano, con il quale la Russia, dopo aver sconfitto la Turchia nella Guerra del 1877-1878, aveva accresciuto il suo potere nei Balcani. Oltre alla Russia, alla Turchia, all'Austria e alla Germania, al Congresso di Berlino parteciparono la Gran Bretagna, la Francia e l'Italia. Le decisioni prese costituirono il Trattato di Berlino.
Il Congresso rettificò, rispetto alla Pace di Santo Stefano, la destinazione dei territori turchi in Europa: ridimensionò e divise la nascente Bulgaria, satellite della Russia, e stabilì l'amministrazione austriaca della Bosnia. Confermò invece l'indipendenza della Romania, della Serbia e del Montenegro.
La Germania, che fece da mediatrice, per aver scongiurato la grave crisi fra la Russia e l'Austria aumentò il suo prestigio, ma incrinò i suoi rapporti con la Russia che non fu soddisfatta dei negoziati. La Turchia, pur perdendo estesi territori, limitò i danni rispetto alla Pace di Santo Stefano.

## Da Santo Stefano a Berlino

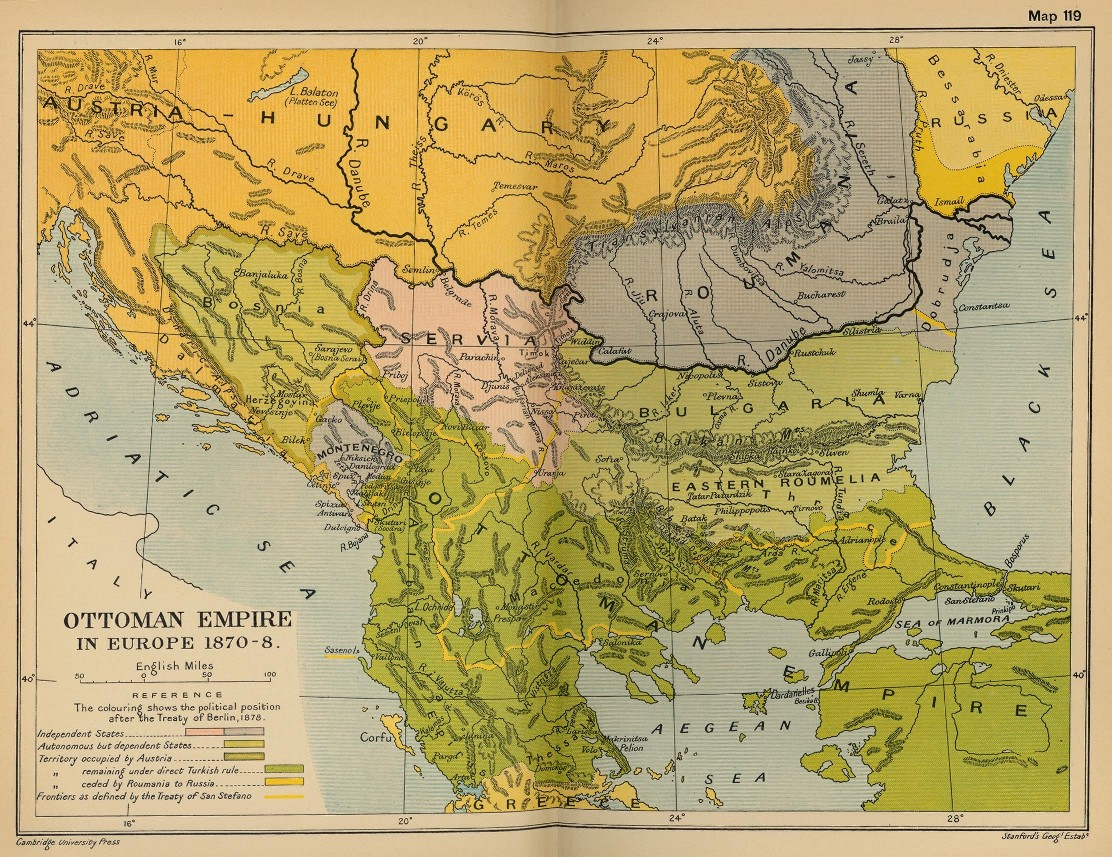
L'area delle decisioni del Congresso di Berlino in una carta inglese. Le modifiche rispetto alla Pace di Santo Stefano: la riduzione e la divisione della Bulgaria e l'amministrazione austriaca della Bosnia. Le conferme: il passaggio alla Russia della Bessarabia meridionale e l'indipendenza di Montenegro, Serbia (Servia) e Romania (Roumania).

Vinto l'Impero turco nella guerra del 1877-1878, la Russia concluse, il 3 marzo 1878, a Santo Stefano (oggi Yeşilköy) una pace molto vantaggiosa. Una delle clausole del trattato prevedeva la formazione, dalle ceneri dei possedimenti ottomani in Europa, di una grande Bulgaria, nominalmente costituita come principato turco, ma in realtà sotto il controllo militare della Russia. Il territorio del nuovo stato arrivava a comprendere tratti costieri dell'Egeo, ciò che avrebbe consentito a San Pietroburgo di avvantaggiarsi di uno sbocco nel Mediterraneo. Questa circostanza, assieme alla promessa data prima della guerra e non mantenuta di cedere la Bosnia all'Austria, determinò una grave tensione internazionale.
Da un lato vi era, oltre all'Austria ingannata, la Gran Bretagna, che vedeva minacciati i suoi interessi in Asia. Dall'altro la Russia che, a un passo da Costantinopoli e i Dardanelli, metteva sotto scacco la Turchia e aumentava il suo influsso nei Balcani, grazie anche ai nuovi stati amici a cui aveva permesso l'indipendenza: Serbia e Montenegro.
La crisi internazionale, che avrebbe potuto portare ad una nuova e più estesa guerra, ebbe una evoluzione con la richiesta dell'Austria di convocare una conferenza che riesaminasse la Pace di Santo Stefano, e lo zar Alessandro II, preoccupato per le difficoltà dell'economia e delle forze armate russe, oltre che per il sorgere di episodi rivoluzionari, fu costretto ad accettare la proposta. Prima dell'apertura dei lavori, fra il marzo e il luglio del 1878, le diplomazie si misero in moto per stipulare accordi preventivi e studiare strategie comuni.

### L'accordo preventivo anglo-russo
Nel marzo del 1878, il ministro degli Esteri britannico Edward Stanley di Derby (1826-1893) giunto sull'orlo di un esaurimento nervoso si dimise, e al suo posto il Primo Ministro Benjamin Disraeli nominò Robert Gascoyne-Cecil di Salisbury.
Trattò per l'accordo preventivo con Salisbury l'ambasciatore russo a Londra, Pëtr Andreevič Šuvalov, che conosceva bene lo zar Alessandro II e riteneva che questi, stanco di guerre, avrebbe gradito un accordo amichevole con la Gran Bretagna.
L'accordo anglo-russo consistette nel prospettare all'Austria la eventuale neutralità della Gran Bretagna. Londra, cioè, non si sarebbe unita a Vienna nel caso di una guerra fra Austria e Russia. Inoltre, San Pietroburgo si impegnò a rivedere l'estensione della Bulgaria, accettando di ridurne il territorio. Fu deciso anche che la Bulgaria della Pace di Santo Stefano dovesse essere divisa in due Stati. Quello settentrionale (che avrebbe conservato il nome di "Bulgaria" e a cui aspirava la Russia) doveva essere autonomo ed avere un suo principe (anche non bulgaro) mentre quello meridionale doveva, rispetto alla Turchia, godere soltanto di un'autonomia amministrativa sotto un principe bulgaro.
Puntando sulla impossibilità russa di sostenere un'altra guerra, anche solo con la Gran Bretagna, Salisbury ottenne dalla controparte la rinuncia alla "Grande Bulgaria" e il 30 maggio 1878 fu firmato l'accordo.

### L'accordo preventivo anglo-turco

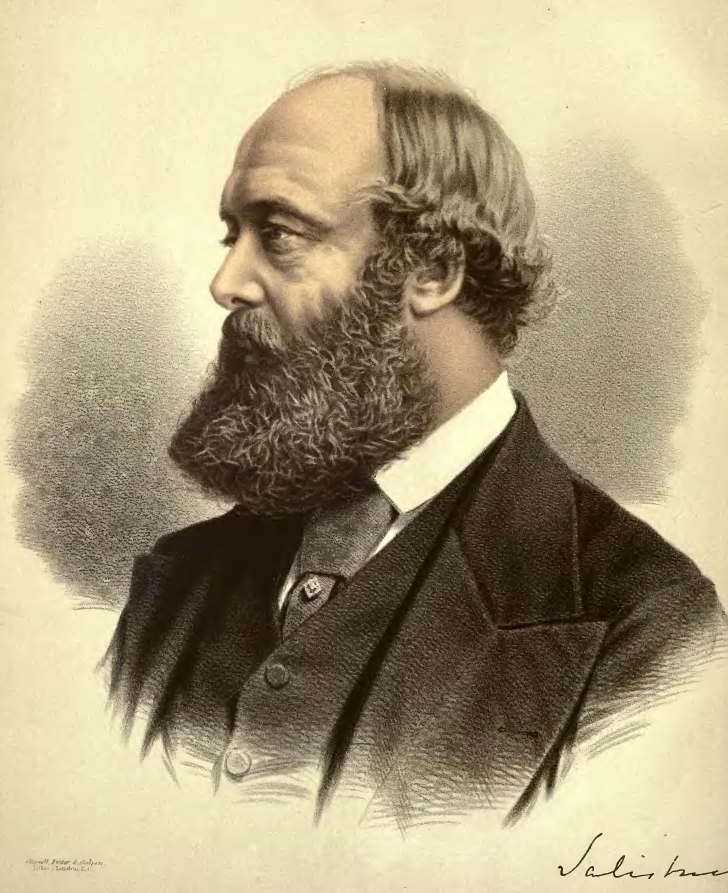
Robert Gascoyne-Cecil di Salisbury.

Il 4 giugno 1878 Salisbury concluse anche un'importante intesa con Costantinopoli, preservandosi da eventuali acquisizioni della Russia in Asia Minore (già previste dalla Pace di Santo Stefano). La Gran Bretagna, cioè, avrebbe ottenuto l'isola di Cipro in caso la Russia avesse spuntato vantaggi territoriali in Anatolia. In cambio, la Gran Bretagna si impegnava in garanzie di protezione dei domini turchi in Asia Minore.

### L'accordo preventivo anglo-austriaco
Rilevante per l'Austria fu l'accordo che, successivo a quelli appena visti, stipulò il ministro degli Esteri austriaco Gyula Andrássy il 6 giugno con gli inglesi, con l'intento di definire la politica comune da seguire.
I due governi si impegnarono per la creazione di un piccolo Stato bulgaro, e gli inglesi garantirono il loro appoggio a qualsiasi proposta l'Austria avesse avanzato nei riguardi della Bosnia. Inoltre, se si fosse giunti ad una mobilitazione dell'esercito austriaco per obbligare la Russia ad accettare le decisioni del congresso, la Gran Bretagna avrebbe aiutato economicamente l'Austria.
Salisbury si decise a stipulare l'accordo più che per effettivi vantaggi (aveva già ottenuto con l'accordo anglo-russo ciò che desiderava) soprattutto per non compromettere durante il Congresso l'imparzialità di Bismarck di cui temeva una predilezione per l'Austria.

## Il Congresso
Il Congresso di Berlino cominciò il 13 giugno 1878 e terminò, dopo venti sessioni plenarie e un numero interminabile di riunioni di commissioni, feste e banchetti, esattamente un mese dopo (13 luglio 1878). Luogo delle sessioni plenarie, dove i rappresentanti delle potenze trattavano in francese, con l'unica eccezione di Disraeli che si servì dimostrativamente dell'inglese, fu il nuovo palazzo della Cancelleria nella Wilhelmstrasse.
Il primo giorno dei lavori, il Cancelliere tedesco Otto von Bismarck fu, su proposta del delegato austriaco Gyula Andrássy, eletto presidente del congresso.

### Il dissolvimento della "Grande Bulgaria"

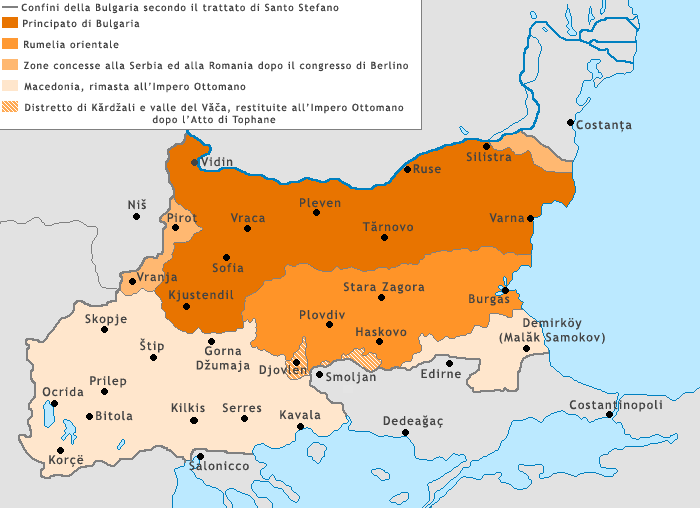
La "Grande-Bulgaria" di Santo Stefano che a Berlino fu divisa in Bulgaria (arancione scuro) e Rumelia orientale (arancio), mentre il resto del territorio (in rosa) tornò all'Impero ottomano.

Nonostante le intese preventive, più volte i delegati delle potenze furono sul punto di separarsi senza aver raggiunto una composizione delle questioni pendenti, fra le quali massima fu quella della Bulgaria.
L'accordo preliminare anglo-russo aveva solo sommariamente delineato la sistemazione dell'ex territorio ottomano. Restavano da definire i confini, il nome dello Stato meridionale, i diritti politici che su questo Stato meridionale avrebbe esercitato il Sultano turco, la durata dell'occupazione russa in Bulgaria. Attraverso grandi difficoltà, il 22 giugno, si arrivò ad un compromesso. Gli inglesi cedettero su loro pretese relative ai confini, ma ottennero che la parte meridionale non fosse chiamata, come volevano i russi, "Bulgaria meridionale", ma "Rumelia orientale", che il controllo di essa spettasse con certe limitazioni al Sultano, che la durata dell'occupazione russa in Bulgaria fosse solo di nove mesi.
In questa sistemazione il ministro degli Esteri austriaco Andrássy sostenne con energia gli inglesi, per i quali il dissolvimento della “Grande Bulgaria” era lo scopo principale da raggiungere. Eccettuati i due principati costituiti, della Bulgaria propriamente detta (la parte nord) e della Rumelia orientale (la parte centro-orientale), ciò che rimase della “Grande Bulgaria” venne conservato dalla Turchia.
Durante queste trattative, non fu presente per motivi di salute il primo delegato russo, l'ottantenne Cancelliere di Stato Aleksandr Michajlovič Gorčakov. Ciò farà ricadere sui delegati subalterni, l'ambasciatore a Londra Pëtr Andreevič Šuvalov e l'ambasciatore a Parigi Paul d'Oubril, tutta la responsabilità degli scarsi risultati ottenuti dalla Russia.

### La Bosnia-Erzegovina
Primaria importanza aveva per l'Austria la sistemazione della Bosnia ed Erzegovina, la regione che la Russia, prima della guerra russo-turca del 1877-1878, le aveva promesso affinché non intervenisse nel conflitto. Considerando che in molti ambienti di Vienna una vera e propria annessione non era ben vista, nel timore di un aumento eccessivo della popolazione slava dell'impero, il ministro Andrássy voleva che risultasse chiaro che era stato il congresso ad aver spinto l'Austria ad occupare quelle province e che egli aveva acconsentito controvoglia.
Dopo un invito del 28 giugno da parte del Ministro austriaco a risolvere la questione dei disordini anti-turchi in Bosnia che avevano prodotto l'arrivo in Austria di 150.000 profughi, Salisbury, riconoscente per la posizione di Andrássy sulla faccenda bulgara, propose l'occupazione e l'amministrazione austriaca della Bosnia. I turchi protestarono, mentre i russi, che come già detto avevano promesso la provincia a Vienna, accettarono purché il porto di Antivari fosse assegnato al Montenegro.
Il ministro degli Esteri francese William Waddington aderì con entusiasmo alla proposta inglese e anche il delegato italiano, il ministro degli Esteri Luigi Corti, dichiarò di approvare deludendo la delegazione turca che aveva sperato di essere sostenuta dall'Italia.
A quel punto Bismarck consigliò ad Andrássy di procedere con l'occupazione della Bosnia senza il consenso della Turchia. Ma il 4 luglio, il primo delegato di Costantinopoli, Alèxandros Karatheodorìs, dichiarò che aveva ricevuto nuove istruzioni e che il governo ottomano aveva fiducia nelle decisioni del Congresso, ma si riservava di intendersi direttamente con Vienna.
Per venire incontro ai turchi, il 13 luglio, ultimo giorno del Congresso di Berlino, Andrássy rilasciò un documento nel quale il suo governo dichiarava che i diritti del Sultano in Bosnia non sarebbero stati lesi e che l'occupazione austriaca sarebbe stata provvisoria.
In un successivo accordo ufficiale fra Austria e Impero ottomano, firmato a Costantinopoli il 21 aprile 1879, non si fece più parola della provvisorietà dell'occupazione, benché venisse ancora messo in chiaro che i diritti del Sultano restavano intatti.

### Il Sangiaccato

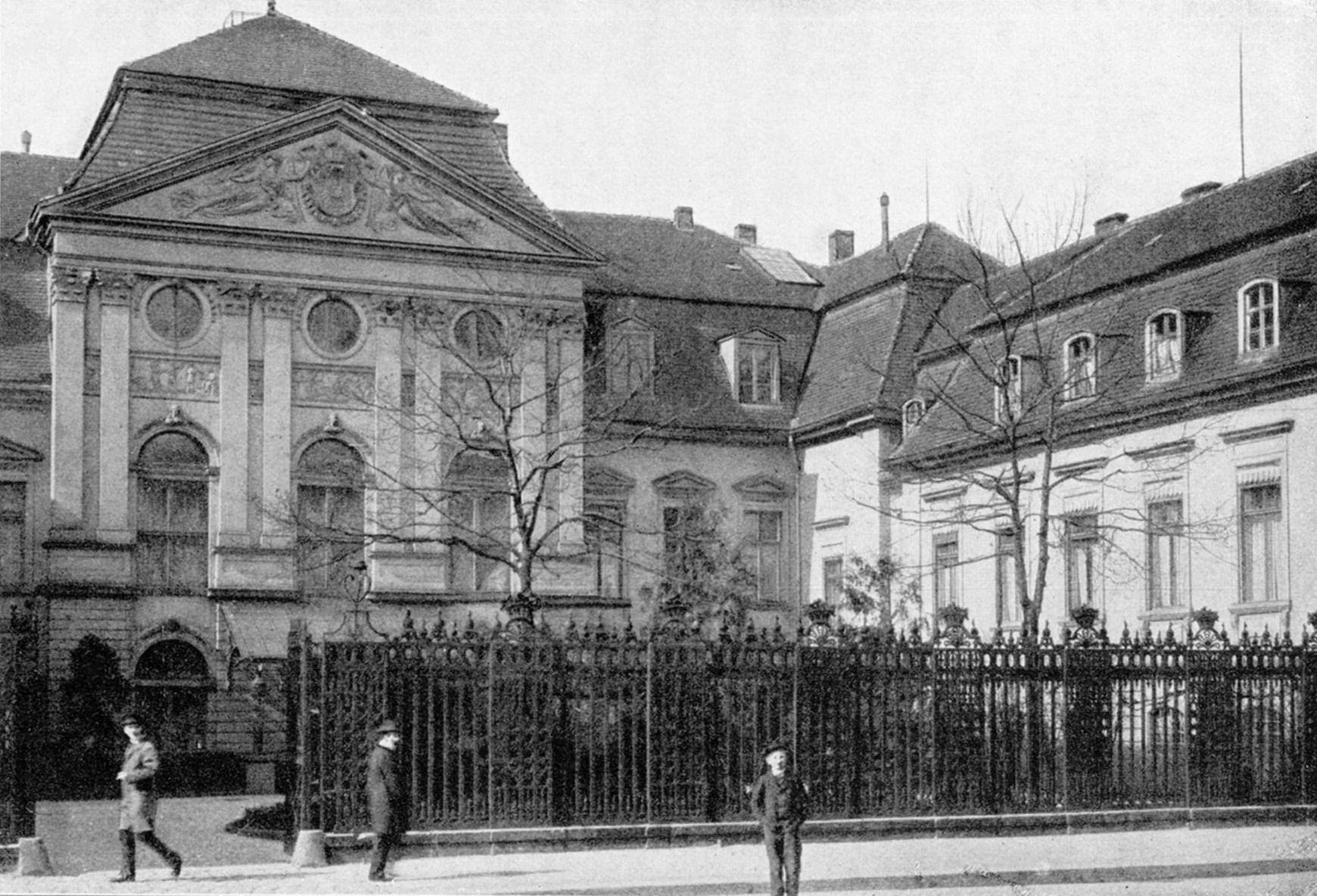
Il nuovo palazzo della Cancelleria in Wilhelmstrasse, a Berlino, dove si tenne il Congresso (foto del 1895).

Durante il Congresso, assicuratasi il successo sulla questione bosniaca, Andrássy richiese anche, per proteggere le vie di comunicazione austriache verso l'Egeo, di poter far presidiare il Sangiaccato; un corridoio di territorio turco fra la Serbia e il Montenegro che anticamente faceva parte della provincia di Bosnia. Dopo una certa esitazione i russi, pur di non lasciarlo ai turchi, acconsentirono e Andrássy poté intravedere la realizzazione di un progetto che aveva già sottoposto all'attenzione di Francesco Ferdinando: una linea ferroviaria che dal territorio austriaco giungeva fino a Salonicco.

### La Grecia
Il 29 giugno il Congresso risolse la questione greca. La Francia e l'Italia proposero una rettifica di confine a vantaggio della Grecia previo accordo fra greci e turchi ed eventualmente la mediazione delle potenze. La Gran Bretagna fece dapprima delle obiezioni, che poi lasciò cadere. La Russia sostenne senza riserve la proposta franco-italiana e i turchi dichiararono di non poter prendere decisioni per mancanza di istruzioni. Il Congresso decise, quindi, concessioni territoriali alla Grecia da definire in futuro e nel 1881, a seguito di una Conferenza tenutasi a Costantinopoli, Atene otterrà la Tessaglia.

### La Serbia
Nei primi giorni di luglio furono affrontate le questioni della Serbia, del Montenegro e della Romania, i tre principati a sovranità turca.
La Serbia, che si era allontanata dalla Russia a causa della decisione di quest'ultima di creare una “Grande Bulgaria”, si rivolse all'Austria per sostenere la questione dell'indipendenza. In cambio dell'appoggio di Vienna, Andrássy riuscì ad assicurarsi promesse di trattati commerciali e di reti ferroviarie che avrebbero messo il futuro piccolo regno in condizioni di dipendenza economica nei confronti dell'Austria. A Berlino fu concessa, così, alla Serbia la piena indipendenza (confermando la Pace di Santo Stefano) ed un modesto ampliamento di territorio a Sud-Est a spese della Bulgaria (mentre la Pace di Santo Stefano aveva assegnato alla Serbia del territorio a Sud-Ovest, che tornò alla Turchia).

### Il Montenegro
Anche il Montenegro fu reso completamente indipendente dal dominio di Costantinopoli e gli fu concessa una striscia di territorio turco. Dopo accese dispute con i delegati austriaci, i russi riuscirono ad ottenere per la nazione amica anche il porto di Antivari; per quanto il suo uso sarebbe stato interdetto alle navi da guerra russe. Al Montenegro, inoltre, non fu permesso di costruire nuove strade o linee ferroviarie senza l'approvazione dell'Austria.

### La Romania

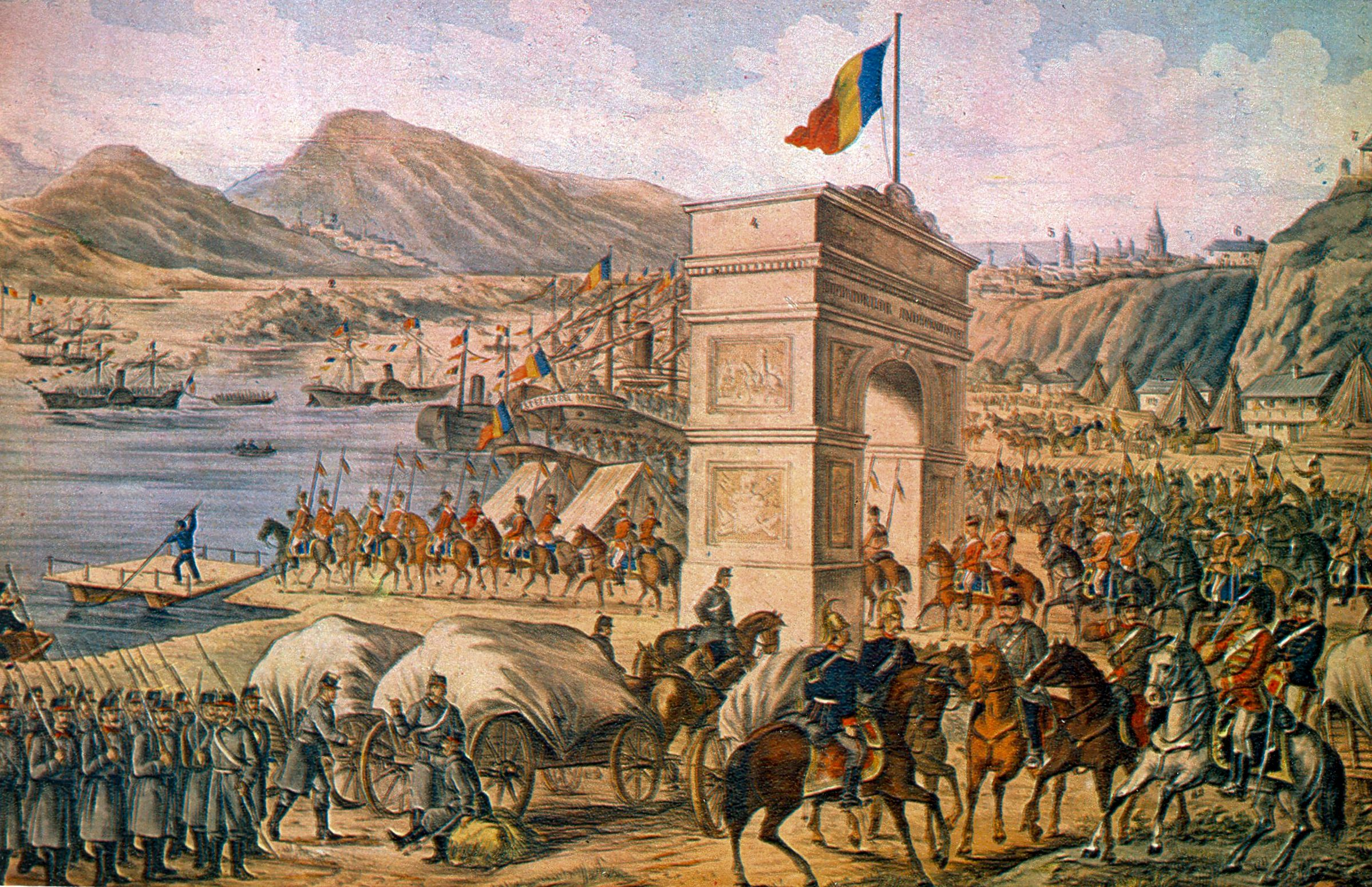
In un'illustrazione della propaganda rumena: l'esercito passa il Danubio ed entra in Dobrugia.

La Romania, per l'aiuto prestato alla Russia durante la guerra russo-turca, sperava di poter conservare la Bessarabia che i russi le avevano tolto a Santo Stefano, e di garantirsi un'indennità finanziaria dalla Turchia. Ma il Congresso non fu di questa opinione: la Bessarabia rimase alla Russia e in cambio la Romania, di cui fu riconosciuta la completa indipendenza dai turchi, ottenne la Dobrugia, distretto sul Mar Nero meno importante e fertile della Bessarabia.

### L'Asia Minore
Le questioni dell'Asia Minore tennero occupati i delegati nella settimana finale del congresso. La destinazione del porto di Batum, sul Mar Nero, causò un'aspra disputa, grave quasi quanto quella sulla Bulgaria; ma alla fine la Russia si assicurò la città, con la limitazione che non sarebbe stata fortificata. Anche le altre città sul cui passaggio si era deliberato a Santo Stefano (Kars e Ardahan) rimasero alla Russia. Ciò fece scattare la convenzione stipulata prima del congresso fra Gran Bretagna e Turchia, per cui a Londra fu affidata l'isola di Cipro.
Tuttavia, bersagliato da vivaci proteste degli inglesi, che ritenevano si fosse concesso troppo alla Russia, Salisbury nella seduta dell'11 luglio, dichiarò che la Gran Bretagna si sarebbe impegnata per il futuro a rispettare solamente le "libere determinazioni" del Sultano per quanto riguardava l'accesso agli Stretti turchi. Il Sultano, o avrebbe permesso alle navi inglesi di passare o non sarebbe stato più considerato indipendente, decadendo come interlocutore.
Con questa dichiarazione, che teoricamente permetteva agli inglesi di violare gli Stretti e colpire la Crimea russa, Salisbury sconfessò il Trattato di Parigi (1856) che impediva l'accesso ai Dardanelli di navi straniere se non (ai sensi del primo protocollo annesso) in caso di guerra e a discrezione del Sultano.

## L'Italia al Congresso
L'Italia, molto prima del Congresso di Berlino, aveva sperato che l'eventuale occupazione austriaca della Bosnia le procurasse il compenso del Trentino, ancora nelle mani di Francesco Giuseppe. Il Consiglio dei ministri italiano, presieduto da Benedetto Cairoli il 6 giugno 1878 dava, così, incarico al ministro degli Esteri Luigi Corti di adoperarsi a Berlino affinché l'occupazione austriaca in Bosnia, data per sicura, avesse un carattere temporaneo. Se si fosse trattato di un'annessione vera e propria, invece, egli doveva esaminare l'opportunità di presentare una domanda di compensi.
Stabilita dal Congresso la sorte della Bulgaria, Cairoli, il 30 giugno telegrafava a Corti che l'occupazione austriaca della Bosnia doveva essere assolutamente provvisoria proprio come quella russa in Bulgaria, e cioè doveva durare nove mesi. Ciò anche sull'onda degli avvenimenti: due giorni prima, diffusasi la voce che il Congresso aveva affidato la Bosnia all'Austria, cominciava a Venezia, con l'abbattimento dello stemma del consolato austriaco, quella serie di dimostrazioni che contrassegnarono il luglio 1878.
Ma i delegati italiani non avevano scelta, poiché, per non porre un veto all'occupazione della Bosnia, di fronte al quale si sarebbe potuta aprire una crisi internazionale, essi presentarono una domanda di chiarimento, alla quale Andrássy rispose decisamente che l'occupazione austriaca della Bosnia corrispondeva al punto di vista dell'Europa. Insistere su questo punto avrebbe significato mettersi contro Vienna e l'Europa, mentre i plenipotenziari italiani avevano avuto disposizioni dal governo «di comportarsi in modo da conservare all'Italia l'amicizia di tutte le potenze, mantenendola pienamente libera da ogni impegno per l'avvenire».
Corti palesò la sua inquietudine al ministro degli Esteri tedesco Bernhard Ernst von Bülow che gli chiese il motivo per cui non pensava all'occupazione di Tunisi (allora possedimento ottomano), previo accordo con la Gran Bretagna. Corti rispose che ciò avrebbe portato a uno scontro con la Francia, benché Salisbury avesse dichiarato al secondo delegato italiano, Edoardo de Launay, che il litorale africano dell'Impero ottomano era tanto grande che sia la Francia sia l'Italia avrebbero potuto trovarvi compensi.

Certo è che sia Waddington sia Salisbury avanzarono l'idea di compensare l'Italia con la Tripolitania, e che il ministro francese avrebbe domandato, in cambio, un'ipoteca francese su Tunisi.
Corti, però, non poteva violare le direttive del governo e poiché non era stato possibile ottenere compensi che favorissero l'unità della nazione, non conveniva accettarne di minori che avrebbero compromesso le relazioni dell'Italia con altre potenze o l'avrebbero impegnata per il futuro. Di fronte all'opinione pubblica, il delegato italiano tornò da Berlino senza risultati: fu male accolto anche nelle vie di Milano. Venne fatto segno di attacchi pesantissimi e il 16 ottobre 1878 si dimise. Tre anni dopo la Francia occuperà la Tunisia, nonostante il risentimento dell'Italia, che parlerà di schiaffo di Tunisi.

## Le conseguenze
Dopo la chiusura dei lavori, mentre gli austriaci si meravigliavano dell'atteggiamento ostile delle popolazioni appena liberate dal giogo turco in Bosnia e prendevano le relative contromisure militari, negli altri Paesi si tiravano le somme delle contrattazioni appena concluse.

### In Germania
Il Congresso, inscenato con grande fasto, fu un trionfo per Bismarck e per i tedeschi. Il loro cancelliere, così sembrava, era riuscito a guidare l'Europa fuori dalle acque di una crisi che avrebbe potuto portare ad una guerra mondiale.

Ma i giorni del Congresso furono anche quelli della grande crisi del Reichstag che, scoppiata sull'onda di due attentati all'imperatore Guglielmo I, raggiunse il suo apice con la minaccia di Bismarck di colpo di Stato e con lo scioglimento del parlamento. Insieme con il suo posto fra le potenze europee, la Germania conservatrice trovò anche la sua forma interna.
Tuttavia, l'insoddisfazione della Russia per le trattative portò ad una crisi di rapporti fra Berlino e San Pietroburgo e al riavvicinamento della Germania all'Austria che condusse, nel 1879, alla Duplice alleanza.

### In Russia

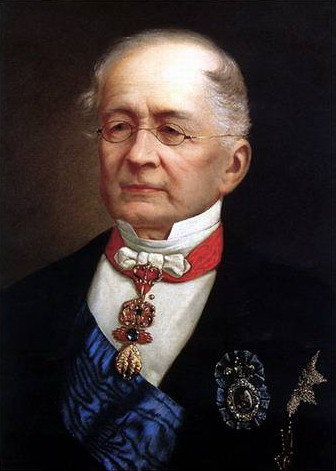
Aleksandr Michajlovič Gorčakov, primo delegato russo al Congresso.

Al tavolo delle trattative i russi videro delusa la loro speranza di trovarsi, nello scontro con Gran Bretagna e Austria, le spalle coperte dai tedeschi. Bismarck aveva fatto in modo che San Pietroburgo uscisse dal Congresso con dei profitti, ma secondo i russi non fece abbastanza. Le conseguenze furono un raffreddamento dei rapporti, diffidenza, manovre di truppe e una violenta campagna di stampa contro la Germania.
Tornato a San Pietroburgo dopo Gorčakov, l'ambasciatore Šuvalov, intrattenutosi a Berlino per “rendere omaggio a Venere” - come riporta Bernhard von Bülow nelle memorie - fu pesantemente redarguito dallo zar Alessandro II per l'esito delle trattative, e l'anno dopo fu messo a riposo.

### In Gran Bretagna
Salisbury fu uno dei principali artefici del Congresso, anche se la sensazione di un trionfo di Disraeli era largamente giustificata. Ancora una volta era stata preservata la consistenza dell'Impero ottomano, ormai una potenza quasi esclusivamente asiatica, ma ancora utile per tenere la Russia lontana dal Mediterraneo.
Il ritorno da Berlino di Disraeli, che portava con sé una “pace con tutti gli onori” fu un trionfo così palpabile che la maggioranza dei conservatori ebbe la tentazione di trarne profitto indicendo le elezioni generali. Essi tuttavia vi rinunciarono poiché una conclusione prematura della legislatura andava contro la normale prassi. Poco dopo d'altronde, nel settembre 1878, il governo si dovette occupare delle sommosse in Sudafrica.

### In Romania e nei Balcani
Per la Romania, che era intervenuta contro la Turchia nella guerra del 1877-1878, la perdita della regione della Bessarabia a favore della Russia, fu un grave colpo per l'orgoglio nazionale e in breve tempo indusse il regno ad entrare nell'orbita politica di Berlino.
Nei Balcani, Montenegro e Serbia rimasero amiche della Russia mettendo in difficoltà le relazioni fra Vienna e San Pietroburgo, ma in tutta la regione l'equilibrio perdurò per trent'anni, fino al 1908, quando, in aperta violazione delle decisioni del Congresso di Berlino, l'Austria dichiarò l'annessione della Bosnia. Si aprì a quel punto una crisi che fu una delle cause dello scoppio della prima guerra mondiale.